# Zizurkil
Zizurkil is een gemeente in de Spaanse provincie Gipuzkoa in de regio Baskenland met een oppervlakte van 16 km². Zizurkil telt 2.997 inwoners (1 januari 2016).